# Sual
Sual ist eine Stadtgemeinde in der philippinischen Provinz Pangasinan und liegt am Golf von Lingayen.
Das Gelände von Sual ist in den Buchten, wie der Pao Bay, teilweise flach und steigt im Landesinneren stark an. Eine Bucht dient auch als natürlicher Hafen (Port Sual), der zum Beispiel bei einem Taifun den Schiffen Schutz bietet. Zum Gemeindegebiet gehören auch mehrere Inseln, wie die bewohnte Cabalitian Island. Die Stadtgemeinde wurde im Jahr 1805 gegründet.

## Baranggays
Sual ist in die folgenden 19 Baranggays aufgeteilt:

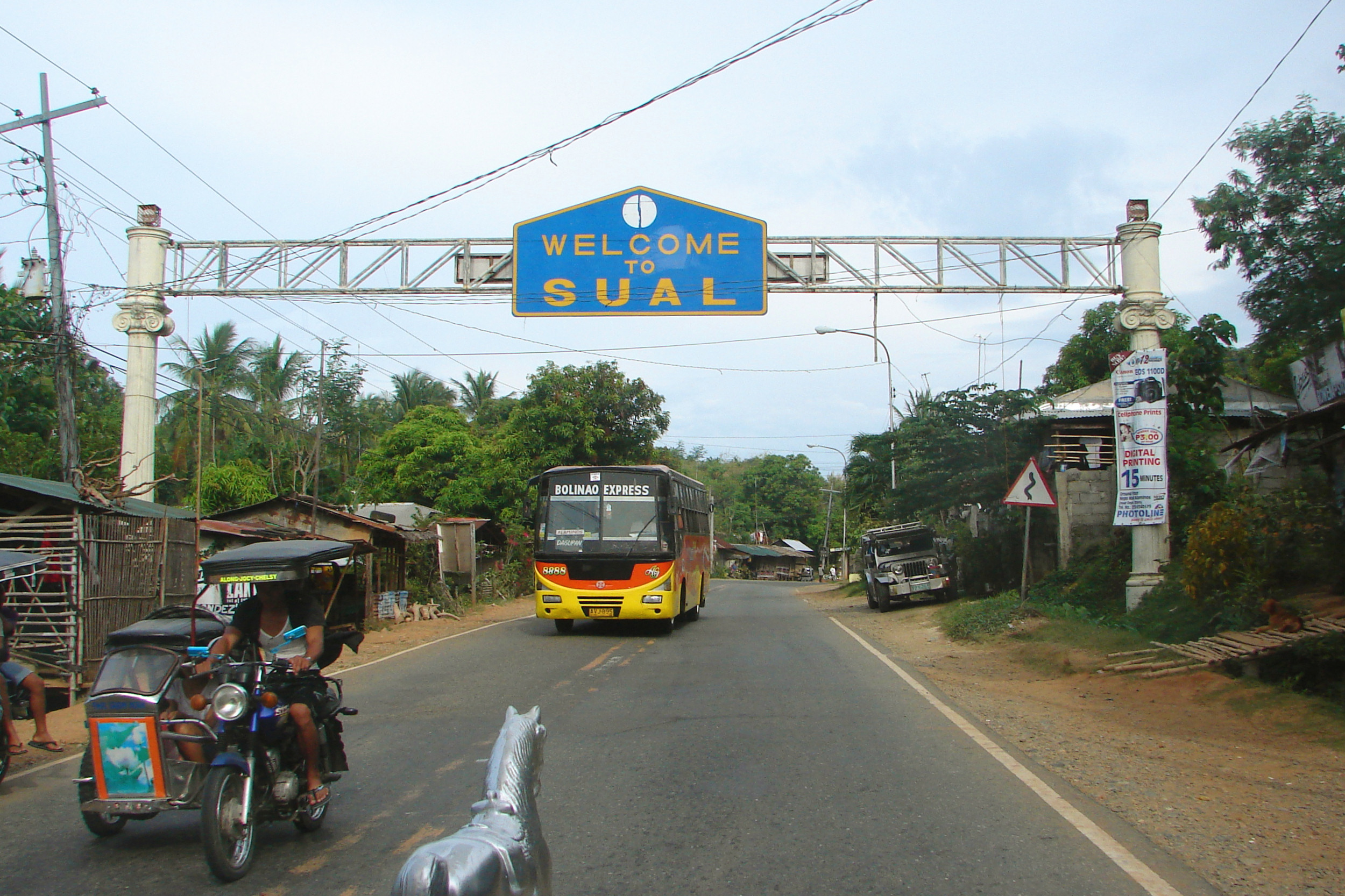
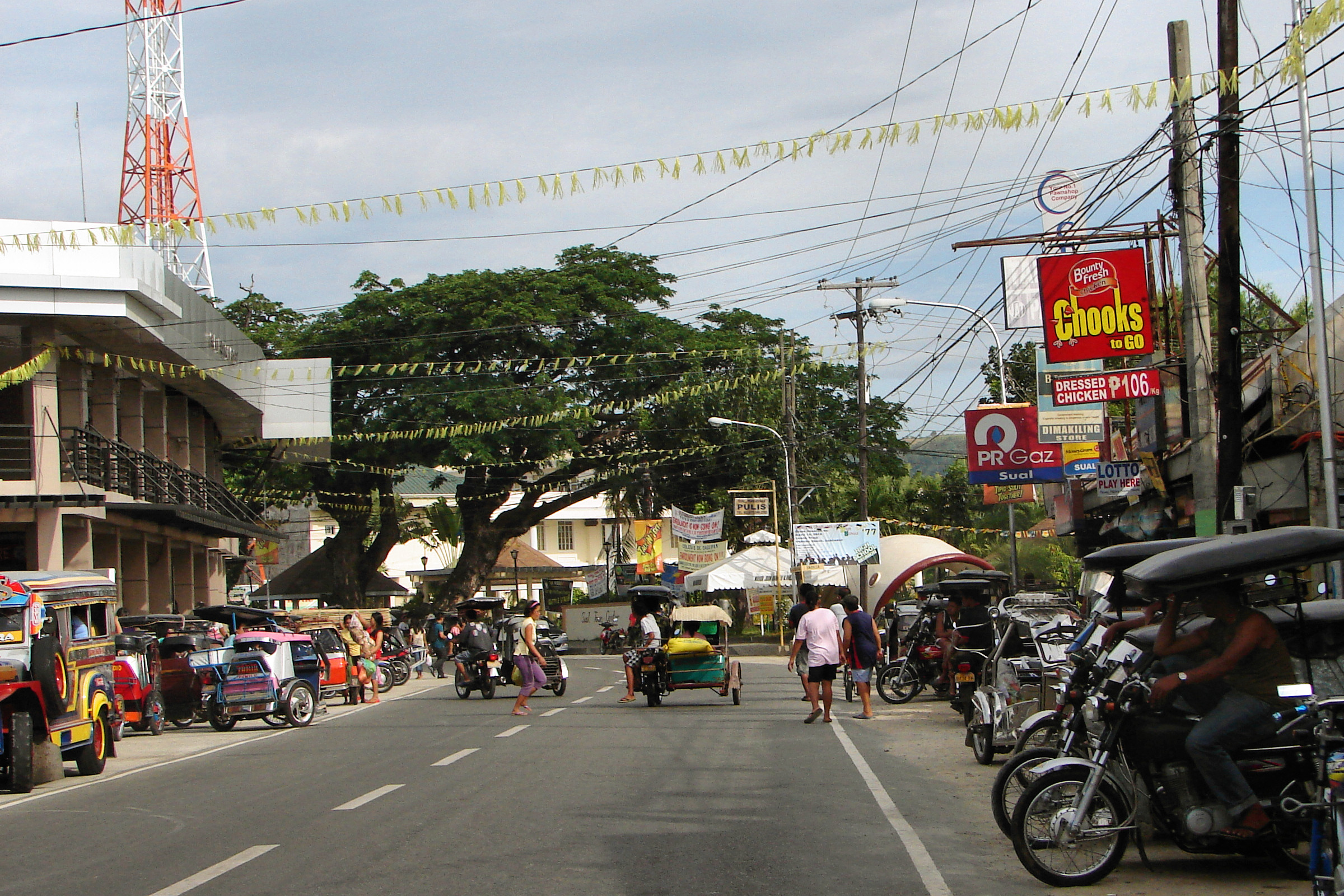
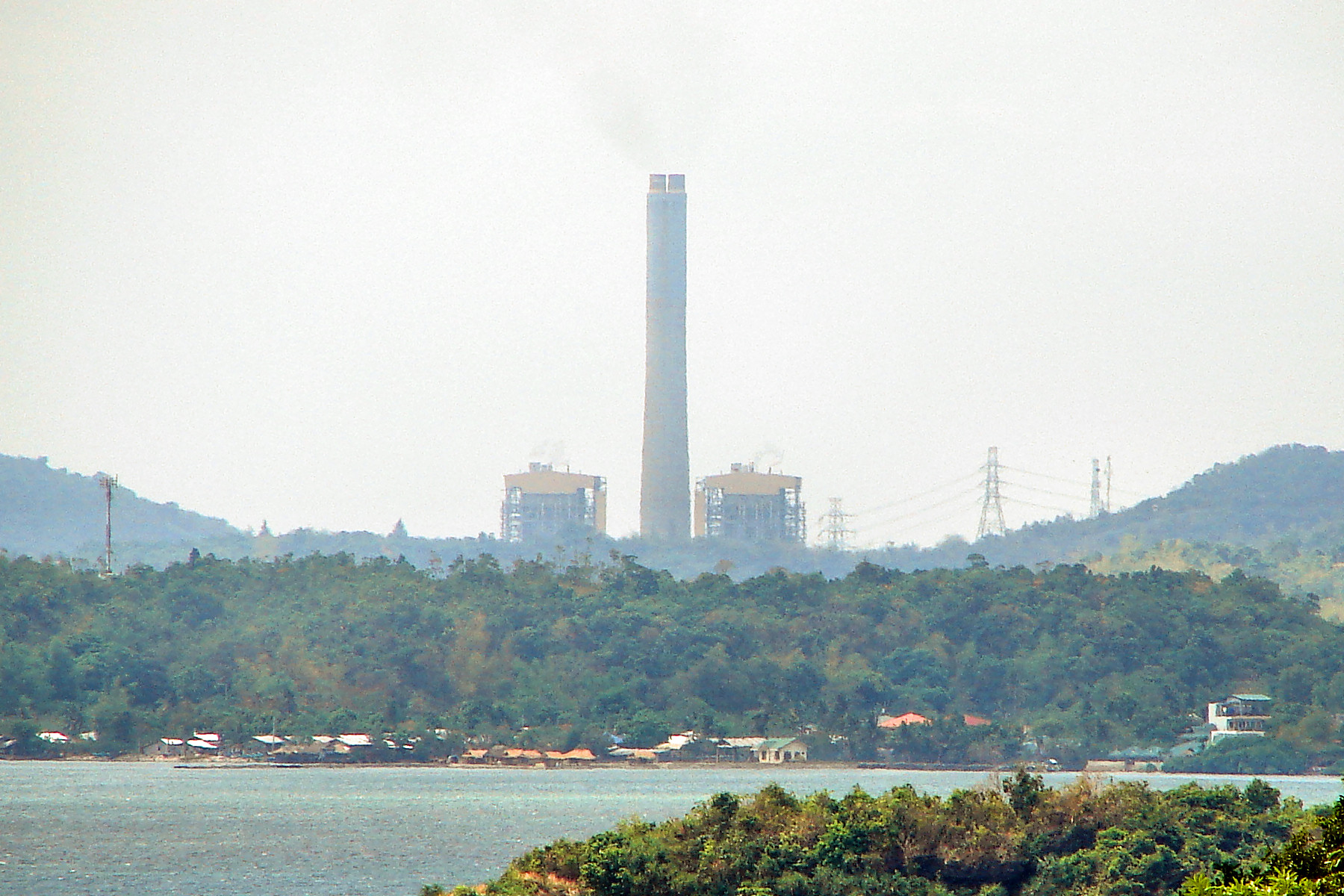

| - Baquioen - Baybay Norte - Baybay Sur - Bolaoen - Cabalitian - Calumbuyan - Camagsingalan - Caoayan - Capantolan - Macaycayawan | - Paitan East - Paitan West - Pangascasan - Poblacion - Santo Domingo - Seselangen - Sioasio East - Sioasio West - Victoria |